# 伊里霍
伊里霍（西班牙語：Irijo），是西班牙加利西亚自治区奥伦塞省的一个市镇。总面积121平方公里，总人口2154人（2001年），人口密度18人/平方公里。